# Belmont (Virgínia de l'Oest)
Belmont és una població dels Estats Units a l'estat de Virgínia de l'Oest. Segons el cens del 2000 tenia 1.036 habitants.

## Demografia
Segons el cens del 2000, Belmont tenia 1.036 habitants, 401 habitatges, i 289 famílies. La densitat de població era de 909,1 habitants per km².
Dels 401 habitatges en un 33,4% hi vivien nens de menys de 18 anys, en un 53,6% hi vivien parelles casades, en un 15,7% dones solteres, i en un 27,9% no eren unitats familiars. En el 24,7% dels habitatges hi vivien persones soles el 13,7% de les quals corresponia a persones de 65 anys o més que vivien soles. El nombre mitjà de persones vivint en cada habitatge era de 2,43 i el nombre mitjà de persones que vivien en cada família era de 2,85.
Per edats la població es repartia de la següent manera: un 23,1% tenia menys de 18 anys, un 9,1% entre 18 i 24, un 26% entre 25 i 44, un 24,2% de 45 a 60 i un 17,7% 65 anys o més.
L'edat mediana era de 40 anys. Per cada 100 dones de 18 o més anys hi havia 72,9 homes.
La renda mediana per habitatge era de 27.375 $ i la renda mediana per família de 37.656 $. Els homes tenien una renda mediana de 34.000 $ mentre que les dones 21.071 $. La renda per capita de la població era de 14.802 $. Entorn del 21,5% de les famílies i el 23,7% de la població estaven per davall del llindar de pobresa.

## Poblacions més properes
El següent diagrama mostra les poblacions més properes.